# 国頭村立国頭中学校
国頭村立国頭中学校（くにがみそんりつ くにがみちゅうがっこう）は、沖縄県国頭郡国頭村にある公立（村立）の中学校。

## 概要

### 生徒数
- 全校生徒 : 108人
  - 1年生 - 33人
  - 2年生 - 46人
  - 3年生 -38人

2025年（令和7年）2月25日現在

## 沿革
30
- 1948年（昭和23年）4月1日 - 国頭村立国頭中学校として設立する。
- 2004年（平成16年）4月1日 - 村内6校（北国、佐手、楚洲、奥、安田、安波）の中学校と統合する。
- 2008年（平成20年）2月19日 - 校訓を制定する。

## 通学区域
- 国頭村全域

## 部活動
- 野球部
- サッカー部
- 男子バスケットボール部
- 女子バスケットボール部
- 女子バレーボール部
- 男女ソフトテニス部
- 吹奏楽部